# Burt Monroe
Burt Leavelle Monroe, Jr, född 25 augusti 1930, död 14 maj 1994 i Louisville, Kentucky, var en amerikansk ornitolog, medlem av American Ornithologists' Union från 1953, styrelsemedlem i Kommissionen för klassificering och nomenklatur mellan 1981 och 1994 och dess ordförande mellan 1990 och 1992. 
Mellan 1959 och 1961 deltog han i ett antal forskningsresor till Nya Zeeland och Afrika. År 1965 blev han adjungerad professor i biologi vid Universitet i Louisville och mellan 1970 och 1993 var han chef för den biologiska fakulteten vid samma universitet. 
Hans främsta arbete är Distribution and Taxonomy of Birds of the World som han publicerade tillsammans med Charles Sibley 1990. 